# Trojan Ska Box Set
A Trojan Ska Box Set egy három lemezes ska válogatás.  1998-ban adta ki a Trojan Records kiadó.

## Számok

### CD 1
1. Lord Tanamo - I'm In The Mood For Ske
2. Owen & Leon Silveras - Next Door Neighbour
3. The Baba Brooks Band - Watermelon Man
4. Desmond Dekker - Get Up Edina
5. Tommy McCook & The Skatalites - Silver Dollar
6. Lee Perry & The Soulettes - Doctor Dick
7. Stranger & Patsy - When I Call Your Name
8. Roland Alphonso - Blackberry Brandy
9. Lloyd & Glen - Jezebel
10. Carl Dawkins - Baby I Love You
11. The Paragons - Happy Go Lucky Girl
12. Derrick Morgan - No Raise No Praise
13. Justin Hinds & The Dominoes - Carry Go Bring Home
14. Alton Ellis & The Flames - Blessings Of Love
15. Chuck & Dobby - I Don't Need Your Love
16. Lord Brynner - Congo War
17. Don Drummond - Don D Lion

### CD 2
1. Stranger Cole - Rough & Tough
2. The Ethiopians - Free Man
3. Eric Morris - Strongman Sampson
4. Drumbago's Orchestra - Duck Soup
5. Rulers - Wrong Embryo
6. Johnny Dizzy Moore - Sudden Destruction
7. The Tartans - What Can I Say
8. The Techniques - I'm So In Love With You
9. Desmond Dekker - 007 (Shanty Town)
10. Owen & Leon Silveras - Want Me Cock
11. Lord Tanamo - Iron Bar
12. Jimmy Cliff - Miss Jamaica
13. Owen Gray - Jezebel
14. Roland Alphonso - Pheonix City
15. Baba Brooks & His Band - One Eyed Giant
16. Lee Perry - Rub & Squeeze
17. Don Drummond - Let George Do It

### CD 3
1. Justin Hinds & The Dominoes - Over The River
2. Eric Morris - If I Didn't Love You
3. The Paragons - The Tide Is High
4. The Skatalites - Guns Of Navarone
5. Derrick Morgan - Blazing Fire
6. Tommy McCook & The Skatalites - Doctor Zhivago
7. The Spanishtonians - Rudie Gets Plenty
8. The Ethiopians - Train To Skaville
9. Clive & Naomi - Open The Door
10. Frank Anderson - Musical Storeroom
11. The Valentines - Blam Blam Fever
12. Clancy Eccles - Sammy No Dead
13. Lyn Taitt & The Comets - Storm Warning
14. Alton Ellis & The Flames - Girl I've Got A Date
15. The Granville Williams Orchestra - The Third Man Theme
16. Winston & George - Denham Town

## Külső hivatkozások
- https://web.archive.org/web/20080415051701/http://roots-archives.com/release/3764
- http://www.savagejaw.co.uk/trojan/trbcd001.htm Archiválva 2007. november 28-i dátummal a Wayback Machine-ben